# Há
Há är en kulle i republiken Island. Den ligger i regionen Suðurland, 110 km sydost om huvudstaden Reykjavík. Toppen på Há är 32 meter över havet. Há ligger på ön Hemön, en av Västmannaöarna.